# Theridion ecuadorense
Theridion ecuadorense là một loài nhện trong họ Theridiidae.
Loài này thuộc chi Theridion. Theridion ecuadorense được Herbert Walter Levi miêu tả năm 1963.